# Khao Phanom
Khao Phanom (em tailandês: อำเภอเขาพนม) é um distrito da província de Krabi, no sul da Tailândia. É um dos 8 distritos que compõem a província. Sua população, de acordo com dados de 2012, era de 52 734 habitantes, e sua área territorial é de 788,5 km².
O distrito foi criado em 29 de junho de 1973.